# Parti populaire bavarois
Pour les articles homonymes, voir BVP.

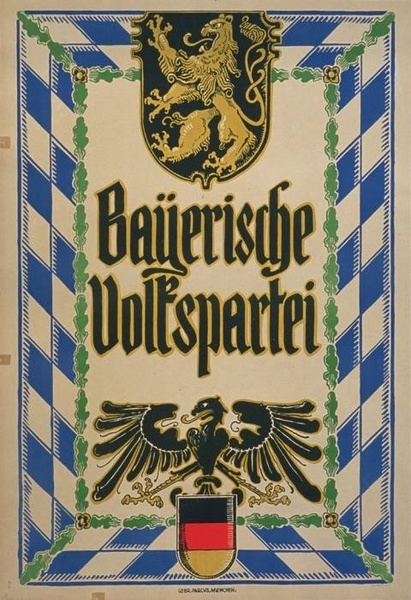
Plaque du parti populaire bavarois

Le Parti populaire bavarois (en allemand : Bayerische Volkspartei, abrégé en BVP) est un ancien parti politique allemand de la république de Weimar, fondé en 12 novembre 1918 à la suite d'une scission bavaroise du Zentrum (parti catholique), auquel il reste globalement allié. Le rapport entre le BVP et le Zentrum est alors comparable au rapport entretenu dans l'actuelle République fédérale allemande par la CDU et la CSU (fondée après la Seconde Guerre mondiale comme successeur du BVP).
Le BVP disparaît en 1933 après l'arrivée au pouvoir du parti nazi. 

## Un nouveau parti
Intégrés contre leur gré dans le Reich, les catholiques bavarois entendent préserver leur autonomie face à la puissance de la Prusse. Cet état d'esprit se renforce dans les milieux ruraux dès le début de la Première guerre mondiale par opposition aux mesures économiques prises par le gouvernement à Berlin.

Le Zentrum de Bavière se distingue par son refus de la parlementarisation du régime (octobre 1918) et de la révolution de Munich qui donne le pouvoir à l'USPD (novembre 1918). Georg Heim et Sebastian Schlittenbauer proclament la création d'un Bayerische Volkspartei à Ratisbonne. Le nouveau parti publie un programme en sept points. Dans ce programme, le BVP accepte les changements institutionnels intervenus. Ensuite, il développe une vision chrétienne de la société : il rejette à la fois le socialisme et le libéralisme. Ses conceptions économiques et sociales reposent sur la défense de la propriété et le rejet de la lutte des classes au nom de l'harmonie sociale. Enfin, le BVP affirme ses différences avec le Zentrum en affirmant un certain fédéralisme. C'est ainsi qu'il réclame pour la Bavière des représentations diplomatiques propres.

## Évolution du BVP
Le BVP participe aux travaux constitutionnels et les députés BVP approuvent le texte constitutionnel (juillet 1919), à l'exception de Georg Heim qui souhaite une plus large autonomie pour la Bavière. Le camp de Heim grossit lorsque le ministre Erzberger impose sa réforme centralisatrice du système des impôts. Finalement, le BVP rompt avec la coalition de Weimar et quitte le gouvernement. Le programme de juin 1920 accentue le fédéralisme : il exige la création d'un corps de fonctionnaires locaux, un gouvernement libre et la possibilité de traiter directement avec l'étranger. Mais ce programme maximaliste ne recueille pas l'adhésion de la majorité du parti. Celui-ci revient finalement à un programme fédéraliste plus mesuré (1922). 
Sur le plan local, le BVP soutient von Kahr avant de le lâcher. Heinrich Held, habile tacticien, devient ministre-président de Bavière et s'efforce de tenir à distance les alliés du gouvernement précédent (les ligues völkisch).
Sur le plan national, le BVP participe aux divers gouvernements de la république de Weimar. Néanmoins, au Landtag, Held s'oppose à la politique extérieure de Stresemann et condamne l'entrée de l'Allemagne à la SDN (avril 1926). 
Aux élections régionales, le BVP l'emporte face au NSDAP. 
En 1932, le BVP tente de s'opposer aux actions des nazis par la création d'une milice : la Bayernwacht, qui s'oppose aux SA. 
La Bayernwacht se recrute dès 1930 avant tout dans les syndicats et les associations catholiques de Bavière, et les syndicats paysans. En 1932 le mouvement se structure pour lutter contre les SA et tente de s'opposer aux actions des nazis, par exemple à Bamberg, Forchheim, Traunstein, Erlangen, Landau à l'Isar et à Palatinat où eurent lieu de violents affrontements.
Le 10 et le 11 mars 1933 ses chefs sont arrêtés ; le NSDAP contraint le gouvernement Held à se retirer au profit du général von Epp et, le 13 avril 1933, la Bayernwacht est dissoute en même temps que le BVP.

## Résultats aux élections au Reichstag
| Élection législative | Score (%) | nb.députés |
| -------------------- | --------- | ---------- |
| 1920                 | 4,4       | 21         |
| mai 1924             | 3,2       | 16         |
| décembre 1924        | 3,7       | 19         |
| 1928                 | 3,1       | 17         |
| 1930                 | 3,0       | 19         |
| juillet 1932         | 3,2       | 22         |
| novembre 1932        | 3,1       | 21         |
| mars 1933            | 2,7       | 18         |